# Мелу Эжидиу, Нину
Нину Вириату Тавареш ди Мелу Эжидиу (порт. Nuno Viriato Tavares de Melo Egídio, 18 февраля 1922, Томар, Португалия — 7 декабря 2011, Лиссабон, Португалия) — португальский политический и военный деятель, губернатор Макао в 1979 — 1981 годах.

## Биография
Во время Второй мировой войны участвовал в боевых действиях в Анголе. Затем был губернатором провинции Ньяса в Мозамбике, начальником Южного оперативного командования.
- 1979—1981 годы — губернатор Макао, первым на этой должности посетил КНР с официальным визитом в 1980 году,
- 1981—1984 годы — начальник генерального штаба Вооруженных сил Португалии.